# Садиба Чурилова
Садиба Чурилова (1880—1890) — архітектурна пам'ятка мистецтва національного значення, розташована в м. Суми, за адресою: вул. Петропавлівська, 91.

## Опис
До садиби входять особняк та службовий корпус у глибині ділянки (зберігся частково). Ажурні ковані ґрати перегороджували вхід на територію садиби. У глибині двору знаходилися фонтан, лавки, альтанка і алеї, що вели у великий сад.

## Історія садиби
Особняк був споруджений у 1880—1890 рр. Від 1880 року садиба належала керівнику Сумського державного банку Чурилову. Дружина Чурилова, Наталія Олексіївна, була випускницею Петербурзької консерваторії по класу фортепіано. У 1916 році вона з відомим музикантом, членом Російського музичного товариства Леонідом Кагадеєвим відкрила в себе приватну музичну школу, яка стала разом із Громадським зібранням і театром центром музичного життя міста. Викладачами були відомі музиканти, які здобули вищу музичну освіту в імператорських установах.
Будинок з приходом радянської влади був націоналізований. Там був лимонадний («пивний») завод. У радянські часи займав відділ соціального забезпечення. У 1990-х роках у цьому будинку були розміщені відділ соціального забезпечення, спортивне товариство та декілька інших установ. Нині в будівлі діють різні установи, зокрема банк.